# 青岛中山公园三号房
36°03′52″N 120°20′54.7″E / 36.06444°N 120.348528°E
中山公园三号房原址位于中国山东省青岛市市南区文登路28号青岛中山公园内，约建于1900-1901年，最初为胶澳高等山林局驻地及林务官住宅，2007年拆除重建。

## 历史

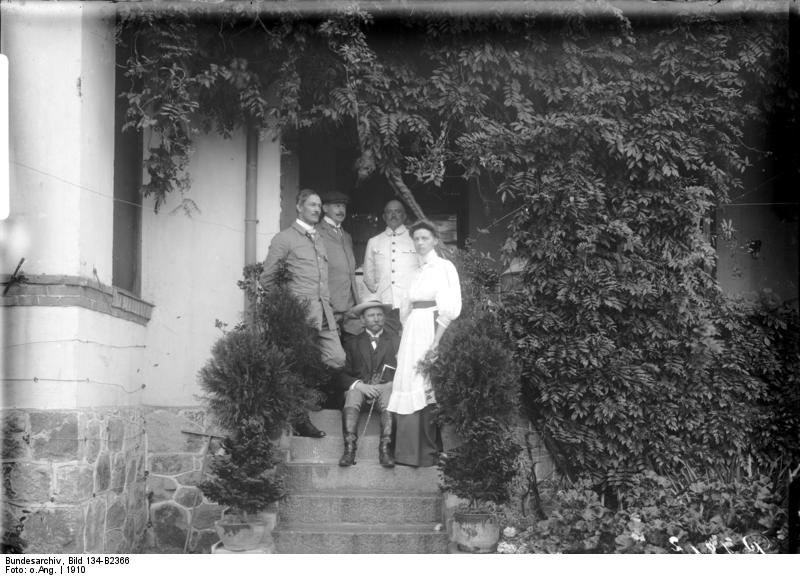
德国侨民（是否是山林局人员尚不确定）在山林局门前合影

1897年德军占领青岛后，出于城市建设的考虑，重视植树造林、保护水土。1898年即有林业专家托马斯到达青岛组织造林、参与园林规划。1901年，胶澳总督府设立高等山林局（德語：Oberförsterei），并在会前村原址开辟植物试验场（今中山公园），从欧洲、日本等地引进树种在此试验种植。约1901年末至1902年初，林务官马尔特·哈斯（Malte Hass）到达青岛接替托马斯的工作，出任高等山林局局长。山林局最初的人员有林务官1名、园艺师1名、猎人2名与8名海军士兵。
山林局驻地兼林务官住宅约建于1900至1901年间，位于植物试验场东侧的山坡上，哈斯在青岛任职的12年间一直居住于此，直至1914年8月青岛战役爆发前，哈斯携家人离开青岛。哈斯任职期间陆续引进世界各地树种，在植物试验场进行了大量试验种植，其中法国梧桐和洋槐的引进种植最为成功，至今仍在青岛大量种植。德国林业机构在16年间在青岛种植了官林39000亩，海岸防风沙林1300亩，水源涵养林30000余亩。
山林局旧址在德占时期之后仍长期为园林管理机构所使用，俗称中山公园“三号房”。2006年7月，青岛文史学者及爱好者考察中山公园时，该建筑已年久失修，原有的入口被封堵，楼内木质楼梯已被拆除，内外部结构多处腐朽、塌陷，屋顶多处瓦片脱落。市政部门曾承诺按原貌修复该建筑，而2007年4月该建筑被拆除，原址另建一座钢筋混凝土结构的复制品。

## 建筑特色
中山公园三号房位于太平山西南麓的山坡上，建筑的四个立面造型各异，墙面设有仿木桁架装饰，门窗样式多样，红瓦屋顶上开有三角形老虎窗。其外立面装饰颇具匠心，具有类似于欧洲乡村别墅的风格。